# Wagenborg-B-Klasse
Die B-Klasse ist eine aus zwei Einheiten bestehende Frachtschiffsklasse der niederländischen Reederei Wagenborg Shipping.

## Geschichte
Der Schiffstyp wurde von Conoship International in Zusammenarbeit mit der Werft Bodewes Volharding und der Reederei Wagenborg Shipping entworfen. Der Rohbau beider Schiffe entstand auf der Werft Deawoo-Mangalia Heavy Industries in Mangalia, Rumänien, die Endausrüstung erfolgte bei der Werft Bodewes Volharding Frisian Shipyards in Harlingen, Niederlande.
Die Schiffe sind langfristig an das Unternehmen Smurfit Kappa (seit 2024 Smurfit Westrock) verchartert und verkehren mit Produkten für die Verpackungsindustrie wie beispielsweise Kraftliner im Liniendienst zwischen Piteå in Schweden und deutschen, niederländischen und britischen Häfen. Freie Ladungskapazitäten werden von Wagenborg am Markt zur Befrachtung angeboten.

## Beschreibung
Die Schiffe werden von einem Viertakt-Neunzylinder-Dieselmotor des Typs Wärtsilä 9L46C mit 9450 kW Leistung angetrieben. Der Motor wirkt über ein Untersetzungsgetriebe auf einen Verstellpropeller. Die Schiffe sind mit zwei mit jeweils 515 kW Leistung angetriebenen Bug- und einem mit 515 kW Leistung angetriebenen Heckstrahlruder ausgestattet. Für die Stromerzeugung stehen ein von der Hauptmaschine mit 755 kW Leistung angetriebener Wellengenerator sowie drei von MAN-Dieselmotoren mit 532 kW Leistung angetriebene Stamford-Generatoren zur Verfügung. Die Dieselmotoren sind mit SCR-Katalysatoren zur Reduktion von Stickoxiden ausgestattet. 2015 wurden auf beiden Schiffen Gaswäscher zur Abgasentschwefelung nachgerüstet.
Die Schiffe verfügen über drei Ladungsdecks auf dem Hauptdeck sowie dem darunter und dem darüber liegenden Deck. Das Deck auf dem Hauptdeck ist über eine 16 m lange und 17,3 m breite Heckrampe zugänglich. Auf der Steuerbordseite führt die Heckrampe direkt zu einer festen Rampe, die den Zugang zum über dem Hauptdeck liegenden Deck herstellt und auf der Backbordseite zu einer festen Rampe als Zugang zu dem unter dem Hauptdeck liegenden Deck. Das obere Deck ist nach oben offen. Die nutzbare Höhe auf dem Hauptdeck beträgt 5,8 m und auf dem darunter liegenden Deck 5,0 m. Die Decks können mit 5 t/m² bzw. 2,5 t/m² auf dem Wetterdeck belastet werden. Das Hauptdeck und das darunter liegende Deck verjüngen sich im vorderen Bereich.
Die Decksaufbauten unter anderem mit den Einrichtungen für die Schiffsbesatzung und der Brücke befinden sich weit vorne hinter der gedeckten Back. Für die Schiffsbesatzung stehen vierzehn Einzelkabinen zur Verfügung, von den zwei als Reserve gedacht sind.
Die Brücke ist über die gesamte Breite geschlossen. Zur besseren Übersicht beim An- und Ablegen und dem Navigieren in engen Fahrwassern gehen die Nocken etwas über die Schiffsbreite hinaus. Im Heckbereich befindet sich unter anderem der Schornstein.
Der Rumpf der Schiffe ist eisverstärkt (Eisklasse 1A).

## Schiffe
| B-Klasse    | B-Klasse  | B-Klasse   | B-Klasse                                  |
| Bauname     | Baunummer | IMO-Nummer | Kiellegung Stapellauf Ablieferung         |
| ----------- | --------- | ---------- | ----------------------------------------- |
| Balticborg  | 528       | 9267716    | 17. März 2003 September 2003 7. Juni 2004 |
| Bothniaborg | 529       | 9267728    | 2. November 2004                          |

Die Schiffe fahren unter der Flagge der Niederlande, Heimathafen ist Delfzijl.